# مكتب التعبئة الدفاعية (الولايات المتحدة)
مكتب التعبئة الدفاعية (بالإنجليزية: Office of Defense Mobilization) كان وكالة مستقلة تابعة لحكومة الولايات المتحدة الأمريكية، واشتمل عملها على التخطيط، والتنسيق، والتوجيه، والإشراف على جميع إجراءات التعبئة العامة في الحكومة الاتحادية خلال فترات الحرب، بما في ذلك عمليات تنظيم القوى البشرية، والاستقرار الاقتصادي، والنقل. وتأسست سنة 1950م، وكانت لمدة ثلاث سنوات واحدة من أكثر الوكالات نُفُوذًا في الحكومة الاتحادية. وفي عام 1958م، اندمجت مع مجموعة أخرى من الوكالات لتشكل ما أصبح يعرف باسم مكتب التعبئة الدفاعية والمدنية (1958-1961م).